# Lislet
Lislet es una comuna francesa situada en el departamento de Aisne, en la región de Alta Francia.

## Geografía
Está ubicada a 18 km al sur de Vervins.

## Demografía
| 224 | 212 | 206 | 237 | 242 | 232 | 245 | 227 | 221 |
| Para los censos de 1962 a 1999 la población legal corresponde a la población sin duplicidades (Fuente: INSEE [Consultar]) |     |     |     |     |     |     |     |     |